# Speedwaystadion Ellermühle
Speedwaystadion Ellermühle, od 2012 roku pod nazwą OneSolar Arena – stadion żużlowy w Landshut (na przedmieściu Ellermühle), w Niemczech. Został otwarty 17 sierpnia 1975 roku. Może pomieścić 12 000 widzów. Użytkowany jest przez żużlowców klubu AC Landshut. Długość toru żużlowego na stadionie wynosi 390 m.
Budowa stadionu rozpoczęła się 29 sierpnia 1974 roku i trwała zaledwie 350 dni. Stadion powstał około 8 km na zachód od centrum Landshut (na przedmieściu Ellermühle), tuż obok lotniska Flugplatz Landshut. Uroczyste otwarcie obiektu, dokonane przez nadburmistrza Landshut, Josefa Deimera i prezesa ADAC, Franza Stadlera, miało miejsce 17 sierpnia 1975 roku. Na inaugurację odbył się czwórmecz z udziałem drużyn Australii, Szkocji, Danii i RFN. Obiekt był określany wówczas jako najnowocześniejszy stadion żużlowy w Europie. Gospodarzem areny jest klub AC Landshut, który przed jej otwarciem korzystał z Hammerbachstadion, położonego blisko centrum miasta. W 1977 roku AC Landhut zdobył pierwsze mistrzostwo RFN, odtąd klub ten wielokrotnie triumfował w rozgrywkach o mistrzostwo RFN, a po 1990 roku o mistrzostwo całych Niemiec. Obiekt był ponadto gospodarzem wielu imprez żużlowych, m.in. finału Drużynowych Mistrzostw Świata w 1978 roku. Stadion służy również jako ośrodek treningowy stowarzyszenia ADAC. W 2012 roku, po podpisaniu umowy sponsorskiej, stadion (dotychczas znany pod nazwą Speedwaystadion Ellermühle) przemianowano na OneSolar Arena. Wokół obiektu rozmieszczone są panele słoneczne o łącznej mocy nominalnej 1100 kWp. Część paneli pełni również rolę zadaszenia dla widowni stadionu. Obok stadionu znajduje się także tor off-roadowy, wykorzystywany do wyścigów modeli zdalnie sterowanych.